# Yoon Hyun
Yoon Hyun   (Gyeongsangnam-do, 5 d'abril de 1966) és un judoka sud-coreà, ja retirat, que va competir durant les dècades de 1980 i 1990.
El 1992 va prendre part en els Jocs Olímpics d'Estiu de Barcelona, on guanyà la medalla de plata en la competició del pes extra lleuger del programa de judo.
En el seu palmarès també destaquen dues medalles en el Campionat del Món de judo, de bronze el 1989 i de plata el 1991, així com una medalla d'or en el Campionat d'Àsia de judo de 1991.